# Unicodeblock Yi-Radikale
Der Unicodeblock Yi-Radikale (engl. Yi Radicals, U+A490 bis U+A4CF) enthält die als Radikale bezeichneten Grundbestandteile der im vorhergehenden Unicode-Block untergebrachten Yi-Silbenschrift.

## Liste
Alle Zeichen haben die allgemeine Kategorie "Anderes Symbol" und die bidirektionale Klasse "Anderes neutrales Zeichen".
| Unicodenummer  | Zeichen (400 %) | Offizielle Bezeichnung | Beschreibung     |
| -------------- | --------------- | ---------------------- | ---------------- |
| U+A490 (42128) | ꒐              | YI RADICAL QOT         | Yi-Radikal Qot   |
| U+A491 (42129) | ꒑              | YI RADICAL LI          | Yi-Radikal Li    |
| U+A492 (42130) | ꒒              | YI RADICAL KIT         | Yi-Radikal Kit   |
| U+A493 (42131) | ꒓              | YI RADICAL NYIP        | Yi-Radikal Nyip  |
| U+A494 (42132) | ꒔              | YI RADICAL CYP         | Yi-Radikal Cyp   |
| U+A495 (42133) | ꒕              | YI RADICAL SSI         | Yi-Radikal Ssi   |
| U+A496 (42134) | ꒖              | YI RADICAL GGOP        | Yi-Radikal Ggop  |
| U+A497 (42135) | ꒗              | YI RADICAL GEP         | Yi-Radikal Gep   |
| U+A498 (42136) | ꒘              | YI RADICAL MI          | Yi-Radikal Mi    |
| U+A499 (42137) | ꒙              | YI RADICAL HXIT        | Yi-Radikal Hxit  |
| U+A49A (42138) | ꒚              | YI RADICAL LYR         | Yi-Radikal Lyr   |
| U+A49B (42139) | ꒛              | YI RADICAL BBUT        | Yi-Radikal Bbut  |
| U+A49C (42140) | ꒜              | YI RADICAL MOP         | Yi-Radikal Mop   |
| U+A49D (42141) | ꒝              | YI RADICAL YO          | Yi-Radikal Yo    |
| U+A49E (42142) | ꒞              | YI RADICAL PUT         | Yi-Radikal Put   |
| U+A49F (42143) | ꒟              | YI RADICAL HXUO        | Yi-Radikal Hxuo  |
| U+A4A0 (42144) | ꒠              | YI RADICAL TAT         | Yi-Radikal Tat   |
| U+A4A1 (42145) | ꒡              | YI RADICAL GA          | Yi-Radikal Ga    |
| U+A4A2 (42146) | ꒢              | YI RADICAL ZUP         | Yi-Radikal Zup   |
| U+A4A3 (42147) | ꒣              | YI RADICAL CYT         | Yi-Radikal Cyt   |
| U+A4A4 (42148) | ꒤              | YI RADICAL DDUR        | Yi-Radikal Ddur  |
| U+A4A5 (42149) | ꒥              | YI RADICAL BUR         | Yi-Radikal Bur   |
| U+A4A6 (42150) | ꒦              | YI RADICAL GGUO        | Yi-Radikal Gguo  |
| U+A4A7 (42151) | ꒧              | YI RADICAL NYOP        | Yi-Radikal Nyop  |
| U+A4A8 (42152) | ꒨              | YI RADICAL TU          | Yi-Radikal Tu    |
| U+A4A9 (42153) | ꒩              | YI RADICAL OP          | Yi-Radikal Op    |
| U+A4AA (42154) | ꒪              | YI RADICAL JJUT        | Yi-Radikal Jjut  |
| U+A4AB (42155) | ꒫              | YI RADICAL ZOT         | Yi-Radikal Zot   |
| U+A4AC (42156) | ꒬              | YI RADICAL PYT         | Yi-Radikal Pyt   |
| U+A4AD (42157) | ꒭              | YI RADICAL HMO         | Yi-Radikal Hmo   |
| U+A4AE (42158) | ꒮              | YI RADICAL YIT         | Yi-Radikal Yit   |
| U+A4AF (42159) | ꒯              | YI RADICAL VUR         | Yi-Radikal Vur   |
| U+A4B0 (42160) | ꒰              | YI RADICAL SHY         | Yi-Radikal Shy   |
| U+A4B1 (42161) | ꒱              | YI RADICAL VEP         | Yi-Radikal Vep   |
| U+A4B2 (42162) | ꒲              | YI RADICAL ZA          | Yi-Radikal Za    |
| U+A4B3 (42163) | ꒳              | YI RADICAL JO          | Yi-Radikal Jo    |
| U+A4B4 (42164) | ꒴              | YI RADICAL NZUP        | Yi-Radikal Nzup  |
| U+A4B5 (42165) | ꒵              | YI RADICAL JJY         | Yi-Radikal Jjy   |
| U+A4B6 (42166) | ꒶              | YI RADICAL GOT         | Yi-Radikal Got   |
| U+A4B7 (42167) | ꒷              | YI RADICAL JJIE        | Yi-Radikal Jjie  |
| U+A4B8 (42168) | ꒸              | YI RADICAL WO          | Yi-Radikal Wo    |
| U+A4B9 (42169) | ꒹              | YI RADICAL DU          | Yi-Radikal Du    |
| U+A4BA (42170) | ꒺              | YI RADICAL SHUR        | Yi-Radikal Shur  |
| U+A4BB (42171) | ꒻              | YI RADICAL LIE         | Yi-Radikal Lie   |
| U+A4BC (42172) | ꒼              | YI RADICAL CY          | Yi-Radikal Cy    |
| U+A4BD (42173) | ꒽              | YI RADICAL CUOP        | Yi-Radikal Cuop  |
| U+A4BE (42174) | ꒾              | YI RADICAL CIP         | Yi-Radikal Cip   |
| U+A4BF (42175) | ꒿              | YI RADICAL HXOP        | Yi-Radikal Hxop  |
| U+A4C0 (42176) | ꓀              | YI RADICAL SHAT        | Yi-Radikal Shat  |
| U+A4C1 (42177) | ꓁              | YI RADICAL ZUR         | Yi-Radikal Zur   |
| U+A4C2 (42178) | ꓂              | YI RADICAL SHOP        | Yi-Radikal Shop  |
| U+A4C3 (42179) | ꓃              | YI RADICAL CHE         | Yi-Radikal Che   |
| U+A4C4 (42180) | ꓄              | YI RADICAL ZZIET       | Yi-Radikal Zziet |
| U+A4C5 (42181) | ꓅              | YI RADICAL NBIE        | Yi-Radikal Nbie  |
| U+A4C6 (42182) | ꓆              | YI RADICAL KE          | Yi-Radikal Ke    |